# Polisportiva Brindisi Sport 1940-1941
Questa voce raccoglie le informazioni riguardanti  la Polisportiva Brindisi Sport nelle competizioni ufficiali della stagione 1940-1941.